# Stenpriset
Stenpriset är ett svenskt arkitekturpris, som delas ut av branschorganisationen Sveriges Stenindustriförbund för konstnärliga kvalifikationer och teknisk skicklighet i användning och behandling av natursten som byggnadsmaterial. 
Stenpriset har delats ut i samråd med Sveriges Arkitekter av en jury med fem medlemmar sedan 1983, varje år, eller under en period vart annat år. Valet av pristagare 2001 utlöste dock en tvist om stadgarna mellan Sveriges Stenindustriförbund och Sveriges Arkitekter (då Sveriges Arkitekters Riksförbund), vilket ledde till ett uppehåll av prisutdelande ett antal år.
Priset består av ett resestipendium på ett antal tiotusen kronor och en stenkub av den aktuella byggnadsstenen.

## Pristagare i urval

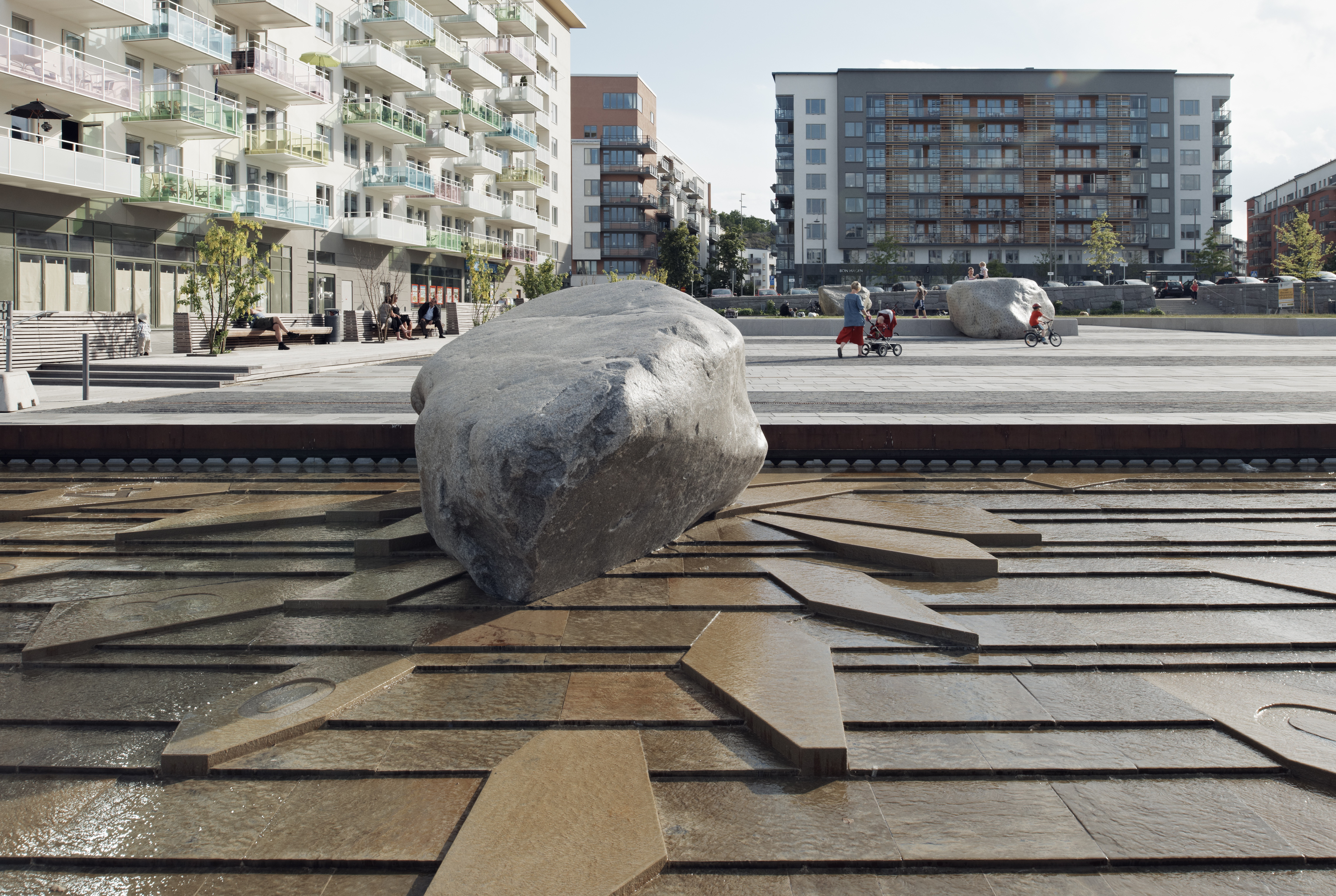
Sjövikstorget, pristagare 2015.

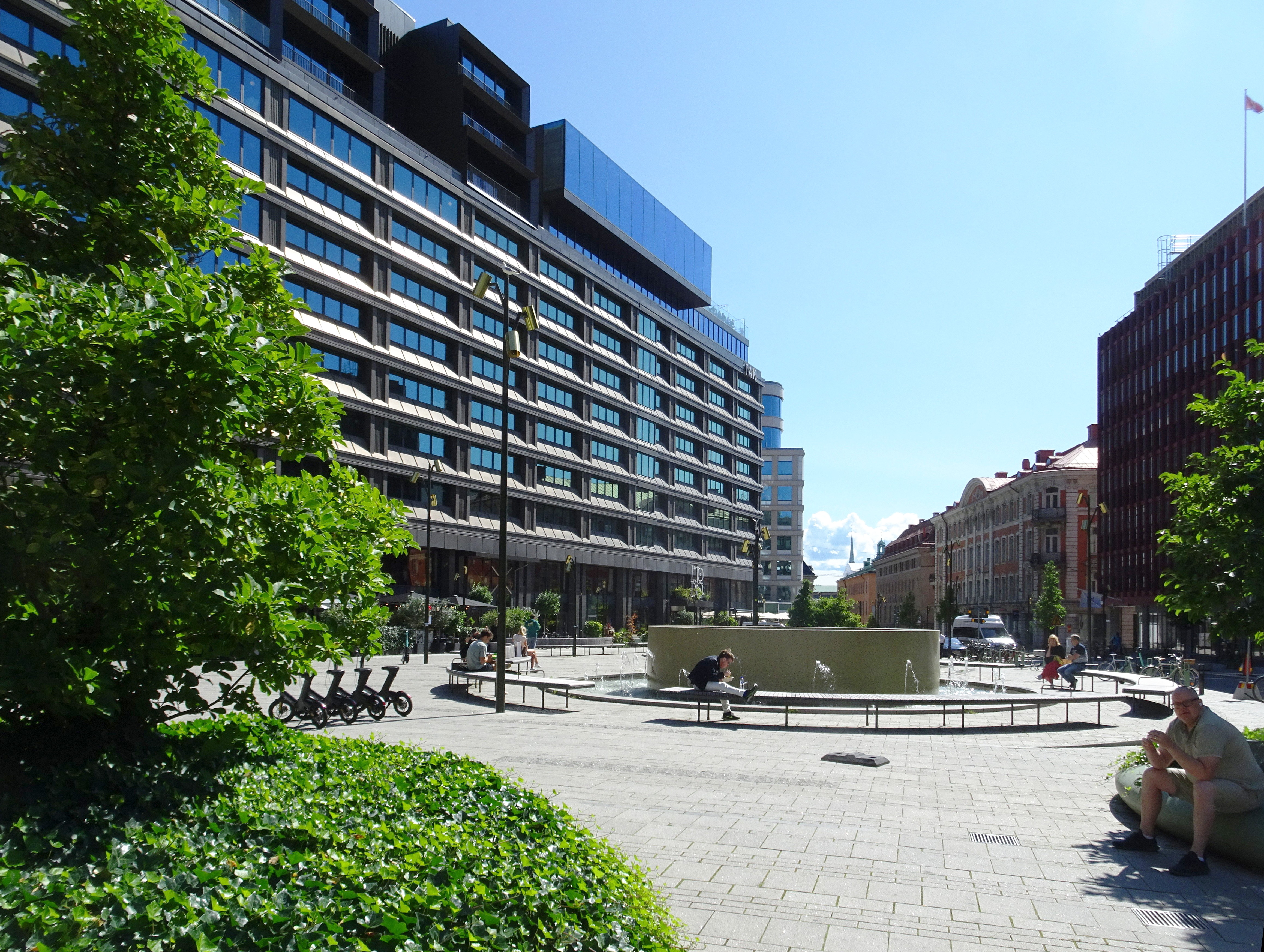
Brunkebergstorg, pristagare 2017.

- 1983 – Mariakyrkan i Växjö, av Janne Ahlin, Rickard Brun, Tomas Hellquist och Bernt Nyberg
- 1984 – PKbankens annex i Stockholm, av Coordinator Arkitekter AB genom Ragnar Uppman och Jan Larsson
- 1985 – Sivert Lindblom för bland annat Fersenska palatset, Västra skogen (tunnelbanestation) och Tetra Paks kontor i Pully i Schweiz
- 1986 – Restaureringen av Visby domkyrka, av Jerk Alton
- 1987 – Örebro läns stadshypoteksförenings hus i kvarteret Tennstopet i Örebro, av Bengt Lindroos
- 1988 – Upprustningen av Grottan i Kungsparken i Malmö, av Monika Gora
- 1989 – Klubbhuset till Öljared Country Club i Lerum, av Gert Wingårdh
- 1990 – Klarahuset i Stockholm, av Bertil Brodin, Dag Cavallius och Tony Rydh på Nyréns Arkitektkontor
- 1991 – Upprustningen av Brunnsparken och Gustaf Adolfs Torg i Göteborg, av Björn Lindgren och Göran Wallin på Stadsbyggnadskontoret i Göteborg samt Jan Räntefors på White arkitekter i Göteborg
- 1992 – Familjen Ciulas gravkapell i Canepina, Italien, av Anders Wilhelmson och Ingrid Reppen
- 1993 – Ombyggnad av Blå Hallen med Hotell 11 vid Norra Älvstranden i Göteborg, av Lars-Gunnar Jönsson på White arkitekter
- 1995 – Louis De Geer konsert- och kongresshus i Norrköping, av Bo Karlberg och Fritz Olausson, Lund & Valentin arkitekter samt Thorbjörn Andersson på  FFNS Landskap
- 1997 – Nils Ericsonterminalen i Göteborg, av Niels Torp
- 1999 – Entrébyggnad till Eketorps fornborg på Öland, av Jan Gezelius[2]
- 2001 – Torg och kulturhus i Betlehem (Peace Center och Manger Square) i Palestina, Snorre Lindquist, Nyréns arkitektkontor[3]
- 2003–2012 – Inget pris utdelat
- 2013 – Stortorget i Gävle, av Anders Jönsson för Stortorget i Gävle
- 2014 – Strindberg Arkitekter för renovering av krematoriet på Norra kyrkogården i Kalmar
- 2015 – Sjövikstorget i Årstadal i Stockholm, av Torbjörn Andersson och PeGe Hillinge från Sweco arkitekter
- 2016 – Pål Svensson för skulptureren Utsikt/Inblick på Posthusplatsen i Malmö
- 2017 – Brunkebergstorg i Stockholm, gestaltat av landskapsarkitekterna Åsa Drougge, Nivå landskapsarkitektur, och Kristina Menyes Nyman, Stockholms stad.
- 2018 – Upprustningen av Nationalmuseum i Stockholm, ledd av Wingårdh arkitektkontor och Wikerstål arkitekter. Stenentreprenör var Närkesten Entreprenad och stenleverantörer Borghamns Stenförädling, Borghamnsten och Hallindens Granit.
- 2019 – Restaurant Frantzén i Stockholm, av Joyn Studio
- 2020 – Obelisken i Stockholm, kopia av den gamla obelisken.
- 2021 – Linköpings domkyrka
- 2022 – Södra gågatan i Uppsala, Arkitektkontoret Karavan